# ولیکی بربرونیک
ولیکی بربرُونیک (اسلوونیایی: Veliki Brebrovnik) یک زیستگاه انسانی در اسلوونی است که در Lower Styria واقع شده‌است.

## خصوصیات
ولیکی بربرونیک ۳٫۰۳ کیلومترمربع مساحت و ۲۴۴ نفر جمعیت دارد و ۲۷۴ متر بالاتر از سطح دریا واقع شده‌است.